# Göran Abrahamsson
Karl Göran Abrahamsson (Göteborg, 19 settembre 1931 – Göteborg, 6 marzo 2018) è stato uno schermidore svedese, vincitore di una medaglia d'argento ed una di bronzo ai campionati mondiali di scherma.